# Petersenov graf
Petersenov gráf [pétersenov ~] je v teoriji grafov pomemben graf z 10 točkami in 15 povezavami. Ima mnogo zanimivih značilnosti in se velikokrat rabi kot uporabni primer in protiprimer pri mnogih problemih v teoriji grafov. Imenuje se po danskem matematiku Juliusu Petersenu, ki ga je vpeljal leta 1892 in objavil leta 1898. Leta 1898 je pokazal, da je graf najmanjši kubični graf brez mostov in brez 3-povezavnega barvanja.

## Značilnosti

### Osnovne značilnosti
Petersenov graf
- je 3-povezan (stopnja vsake točke je enaka 3),
- je kubičen, krepkoregularen,
- ima kromatično število 3 in kromatični indeks 4 in je zato snark.

### Druge značilnosti
Petersenov graf
- je neravninski graf,
- ima najmanjše možno število križajočih povezav 2,
- ima Hamiltonovo pot (Hamiltonov sprehod), ne pa tudi Hamiltonovega cikla,
- je simetričen,
- je Kneserjev graf {\displaystyle K_{5,2}},
- ima spekter −2, −2, −2, −2, 1, 1, 1, 1, 1, 3 (-24, 15, 31),

### Največji in najmanjši
Petersenov graf
- je najmanjši snark,
- je najmanjši kubični graf brez mostov in brez Hamiltonovega cikla,
- je najmanjši hipohamiltonov graf,
- je največji kubični graf s premerom 2.